# Colonia de New Haven
La colonia de New Haven (en inglés: New Haven Colony) fue una colonia inglesa en Norteamérica de breve existencia, desde 1638 hasta 1664, que incluía asentamientos en la costa norte del estrecho de Long Island, con puestos avanzados en los actuales estados de Nueva York, Nueva Jersey, Pensilvania y Delaware. La colonia se unió a la colonia de Connecticut en 1664.
La historia de la colonia fue una serie de decepciones y fracasos. El problema más grave fue que la colonia de New Haven nunca tuvo una carta real de concesión de colonia (charter colony que le otorgara el título legal para existir. La colonia de Connecticut, más grande y fuerte, al norte, sí tenía una carta. Los líderes de New Haven eran hombres de negocios y comerciantes, pero nunca pudieron desarrollar un importante comercio o rentable porque su base agrícola era pobre, ya que cultivar el suelo rocoso era difícil y la ubicación estaba aislada.[cita requerida]

## Historia
En 1637, un grupo de comerciantes de Londres y sus familias se trasladaron a Boston con la intención de crear un nuevo asentamiento. Los líderes eran John Davenport, un ministro puritano, y Theophilus Eaton, un rico comerciante que aportó 3.000 libras a la empresa. Ambos tenían experiencia en el equipamiento de buques para la Compañía de la Bahía de Massachusetts. Los dos barcos que alquilaron llegaron a Boston el 26 de junio de 1637. Aprendieron sobre la zona alrededor del río Quinnipiac gracias a la milicia involucrada en la Guerra Pequot, por lo que Eaton zarpó para ver la zona a finales de agosto. El sitio parecía ideal para el comercio, con un buen puerto situado entre Boston y la ciudad neerlandesa de Nueva Ámsterdam en Manhattan y un buen acceso a las pieles de los asentamientos del valle del río Connecticut de Hartford y Springfield.
Eaton regresó a Boston y dejó a siete hombres para que se quedaran durante el invierno e hicieran los preparativos para la llegada del resto de la compañía. El grupo principal de colonos desembarcó el 14 de abril de 1638, con un total de 250 personas, a las que se sumaron algunos de Massachusetts.[cita requerida] Algunas de las primeras viviendas eran cuevas o celdas ("cellers"), parcialmente subterráneas y excavadas en las laderas de las colinas.

### Fundación como Quinnipiac

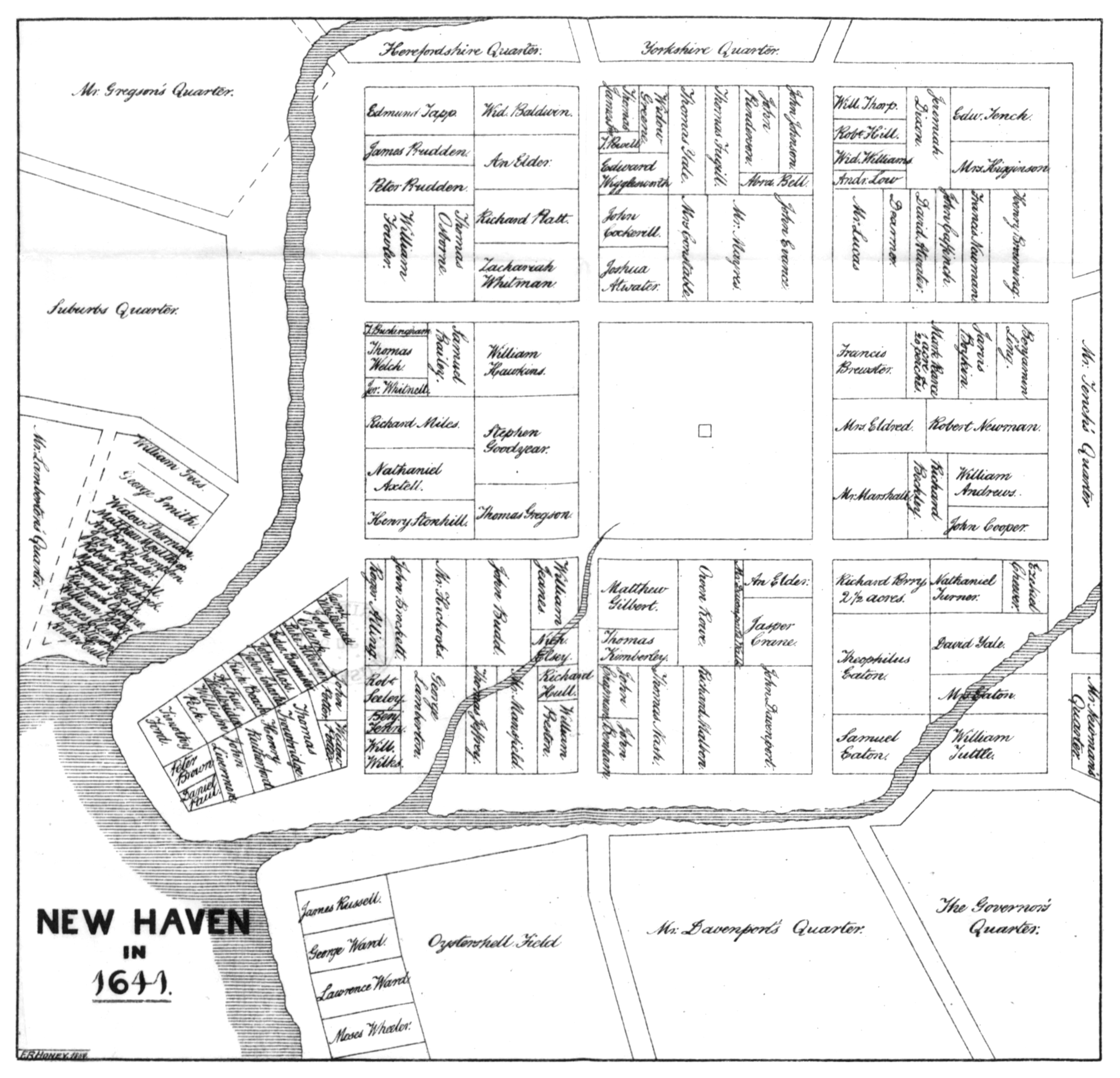
Un mapa del que muestra New Haven en 1641, presentando el plano de nueve cuadrados de la ciudad con el Green y la casa de reuniones en su centro.

Los primeros colonos ingleses dieron a su asentamiento el nombre de Quinnipiac (escrito de varias formas, como Quinipiek en los registros locales de la época). El nombre se utilizó hasta el 1 de septiembre de 1640, cuando los registros del tribunal general de la plantación señalan «Esta ciudad ahora se llama Newhaven [sic]».
Los colonos no tenían ningún estatuto oficial. El historiador Edward Channing los describe como ocupantes ilegales (squatters) mientras que el autor Edward Atwater sostiene que se había efectuado una compra de tierras a los nativos locales en algún momento antes de su llegada en abril, aunque no se firmó ninguna escritura hasta el 24 de noviembre de 1638. Se realizó una segunda escritura el 11 de diciembre de 1638 para un terreno de diez por trece millas al norte de la primera compra.

### Acuerdo fundamental

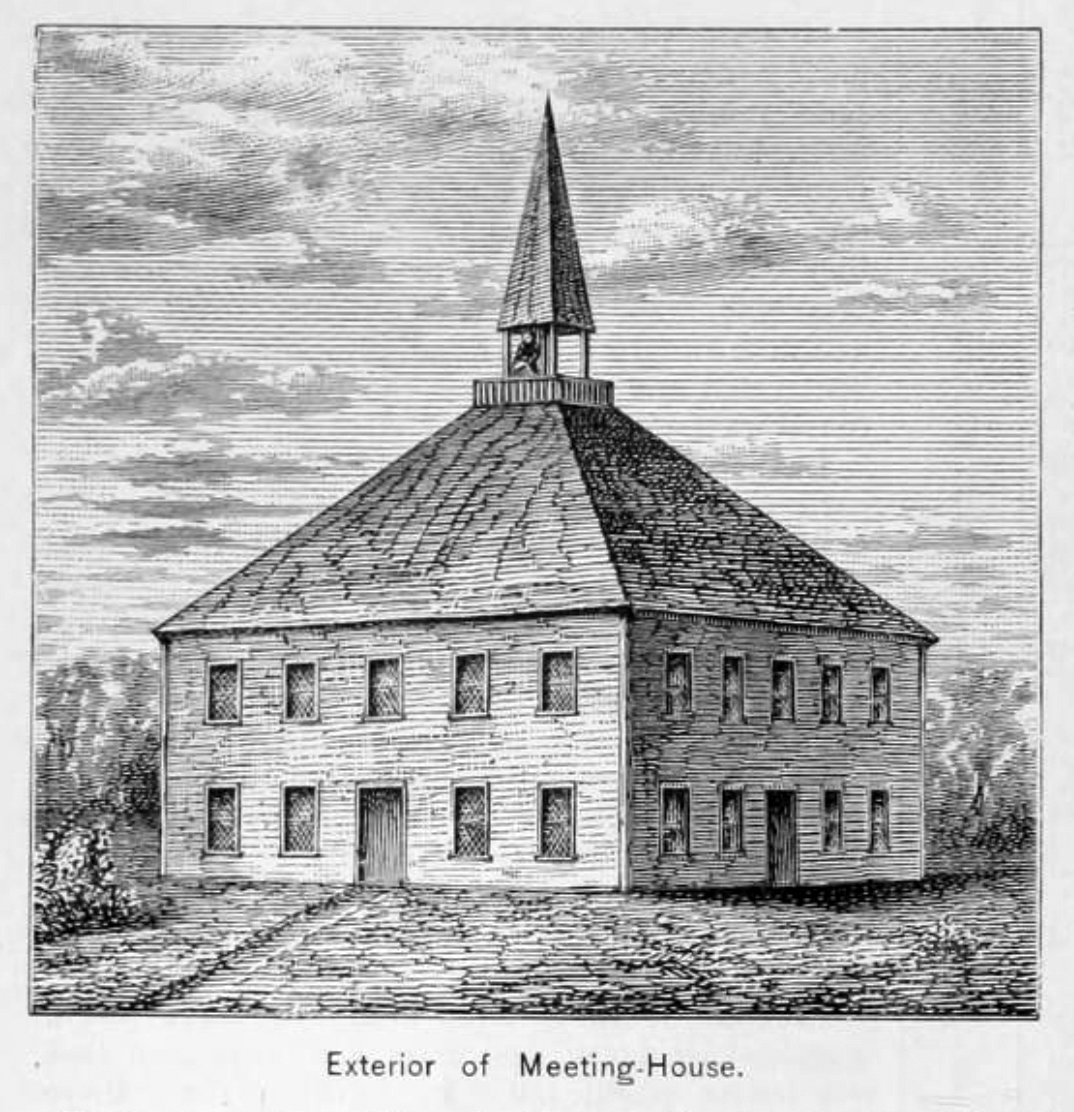
Un grabado del de la primera casa de reuniones de New Haven, que estuvo en uso entre 1639 y 1670.

El 25 de octubre de 1639, los colonos adoptaron un «Acuerdo Fundamental» (Fundamental Agreement) para el autogobierno, en parte como resultado de una acción similar en la Colonia de Connecticut. Según sus términos, se estableció un tribunal compuesto por 16 burgueses, es decir, ciudadanos con derecho a voto, para nombrar a un magistrado y funcionarios y dirigir los negocios de la plantación. Los únicos votantes elegibles eran los «plantadores» (planters) que eran miembros de «alguna u otra de las Iglesias aprobadas de Nueva Inglaterra». Esto excluía a los sirvientes contratados, a los residentes temporales y a las personas transeúntes, que se consideraba que no tenían un interés permanente en la comunidad.
Además, decidieron que «la palabra de Dios sería la única regla a la que se tendría que prestar atención para ordenar los asuntos de gobierno en esta plantación». Se eligió a Theophilus Eaton como primer magistrado. Como la Biblia no tiene ninguna referencia al juicio por jurado, los colonos lo eliminaron y el magistrado sería el que juzgaría.
Se dice que éste fue uno de «los primeros ejemplos en la historia de una constitución escrita que organiza un gobierno y define sus poderes».

### Formación de la colonia de New Haven
La plantación (o ciudad) pronto tuvo asentamientos en la vecindad establecidos por otros grupos de puritanos de Inglaterra:
- cerca de allí, se formaron dos asentamientos independientes de Quinnipiac: el asentamiento en Wepowauge (más tarde conocido como Milford) mediante una concesión de tierras a colonos ingleses de Paugusset  el 12 de febrero de 1639 y en Menunkatuck (más tarde conocido como  Guilford) mediante una concesión de tierras a colonos ingleses de Quinnipiac el 29 de septiembre de 1639.[14]
- los colonos de New Haven establecieron Rippowam (más tarde conocida como Stamford) y Southold en el North Fork de Long Island en 1640.
- y alrededor de 1640, New Haven compró la tierra que se convertiría en Greenwich  a los indios siwanoy.[15] A través de las intrigas del gobernador neerlandés Peter Stuyvesant, los primeros habitantes se rebelaron con los neerlandeses.[15]

El 23 de octubre de 1643, en el contexto de la formación de la Confederación de Nueva Inglaterra, compuesta por las colonias de la bahía de Massachusetts, Plymouth y Connecticut, para la acción militar conjunta contra las amenazas de ataque de los nativos, la Plantación de New Haven y sus asentamientos subsidiarios, Stamford y Southhold en Long Island, se combinaron con las ciudades independientes de Milford y Guilford y se denominaron Colonia de New Haven que luego se unió a la Confederación.[cita requerida]  La ciudad de Branford fue fundad en 1644 por residentes de Wethersfield, de la Colonia de Connecticut, que estaban insatisfechos con el gobierno teocrático de allí. Se unieron a la Colonia de New Haven. Eaton sirvió como gobernador de la nueva colonia hasta su muerte en 1658.

### Expansión de la Colonia
En 1641, la colonia reclamó el área que hoy es el sur de Nueva Jersey y Filadelfia después de comprar tierras al sur de Trenton a lo largo del río Delaware a la tribu lenape. Cape May, y Salem, Nueva Jersey, fueron alguna de las comunidades que se fundaron.
El tratado con los lenape no impuso límites al oeste de las tierras al oeste del Delaware, lo que se convirtió en la base legal para una reclamación «de mar a mar» de Connecticut de poseer todas las tierras a ambos lados del Delaware desde el océano Atlántico hasta el océano Pacífico. Esto preparó el terreno para la guerra pennamita-yanqui de 150 años después.[cita requerida]
En 1642, 50 familias a bordo de un barco capitaneado por George Lamberton se establecieron en la desembocadura del río Schuylkill para establecer un puesto comercial en lo que hoy es Filadelfia. Los neerlandeses y suecos que ya se encontraban en la zona quemaron sus edificios y un tribunal de Nueva Suecia condenó a Lamberton por «invasión ilegal y conspiración con los indios».  La colonia de New Haven no recibió ningún apoyo de sus patrocinadores de Nueva Inglaterra y el gobernador puritano John Winthrop testificó que la colonia de Delaware se «disolvió» debido a «la enfermedad y la mortalidad».

### Leyenda del barco fantasma
Inicialmente, la colonia solo tenía barcos capaces de viajar por la costa, y el comercio con Inglaterra se hacía por intermediación de la Colonia de la Bahía de Massachusetts.[cita requerida]  En 1645, la colonia construyó un barco oceánico de 80 toneladas que sería capitaneado por George Lamberton de New Haven, un caballero comerciante y capitán de barco de Londres.[cita requerida] Lamberton  y otros habían tratado de establecer un asentamiento en Delaware, pero los suecos que se habían establecido allí se resistieron. Fue uno de los fundadores originales de la Colonia de New Haven.[cita requerida] Se le asignó tierra en el bloque 7 y poseía más de 266 acres. El capitán Lamberton y otros de New Haven construyeron uno de los primeros barcos que salieron de Nueva Inglaterra para una aventura comercial a las Indias Occidentales.[cita requerida] El desastre en Filadelfia, combinado con el hundimiento de su único barco atlántico, debilitó la futura posición negociadora de la colonia de New Haven. El destino del barco fue descrito en el poema de Henry Wadsworth Longfellow de 1847 The Phantom Ship. [El barco fantasma]

### Dando cobijo a los jueces regicidas
En 1660, tras la Restauración Estuardo, Edward Whalley y su yerno William Goffe, dos de los 59 comisionados que firmaron la orden de ejecución de Carlos I en 1649, huyeron de Inglaterra a Norteamérica. Buscaban protección de los agentes de Carlos II, que pretendían llevarlos ante la justicia. En 1661 llegaron a New Haven. John Davenport hizo arreglos para que se escondieran en las colinas al noroeste de la ciudad. Supuestamente se refugiaron en una formación rocosa en el actual parque estatal West Rock Ridge. Otro comisionado regicida, John Dixwell, se unió a ellos más tarde.
La Three Judges' Cave hoy tiene un marcador histórico en su nombre.

### Fusión con la colonia de Connecticut
New Haven necesitaba urgentemente una carta real, pero la colonia se había ganado enemigos en Londres al esconder y proteger a los jueces regicidas.  Una competencia difícil regía las relaciones de New Haven con los asentamientos más grandes y poderosos del río Connecticut centrados en Hartford. New Haven publicó un código legal completo en 1656, pero la ley siguió estando muy centrada en la iglesia. Una diferencia importante entre las colonias de New Haven y de Connecticut era que la colonia de Connecticut permitía que otras iglesias funcionaran sobre la base de una «disidencia sobria», mientras que la colonia de New Haven solo permitía la existencia de la iglesia puritana.[cita requerida] Se emitió una carta real para Connecticut en 1662, poniendo fin al período de New Haven como colonia separada, y sus ciudades se fusionaron con el gobierno de la colonia de Connecticut en 1664.
Muchos factores contribuyeron a la pérdida de la independencia de New Haven, incluida la pérdida de Eaton, su gobernador más fuerte, el desastre económico de perder su único barco oceánico, el desastre de Filadelfia y la ira real por albergar a los jueces regicidas.

## Fundación de Newark
Un grupo de colonos de New Haven, liderados por Robert Treat y otros, se trasladó a Nueva Jersey en 1666 para establecer una nueva comunidad, buscando mantener el exclusivismo religioso puritano y la teocracia que se había perdido con la fusión de la colonia de New Haven con la colonia de Connecticut. Treat quería que la nueva comunidad se llamara Milford. Sin embargo, Abraham Pierson instó a que la nueva comunidad se llamara «New Ark» o «New Work», que luego se convertiría en el nombre de Newark.